# Гусева, Анна Павловна
А́нна Па́вловна Гу́сева (1864, Арзамас — неизвестно) — учительница, социал-демократка.

## Биография
Родилась в 1864 году в городе Арзамасе Нижегородской губернии. В 1884 году окончила Арзамасскую женскую прогимназию, после чего поступила на службу в качестве учительницы в земскую школу в деревне Вертьянове Ардатовского уезда. Попала под подозрение о распространении нелегальной литературы среди крестьян. В её доме был проведён обыск, в результате которого были обнаружены социал-демократические брошюры, после чего Гусева была арестована и препровождена в ардатовскую тюрьму. Однако, по распоряжению начальника Нижегородского жандармского управления дело в её отношении было прекращено, а сама Гусева была отпущена. Дальнейшая судьба неизвестна.